# Arctosa personata
Arctosa personata este o specie de păianjeni din genul Arctosa, familia Lycosidae. A fost descrisă pentru prima dată de Ludwig Carl Christian Koch în anul 1872. Conform Catalogue of Life specia Arctosa personata nu are subspecii cunoscute.